# Ukelin
Ukelin é um instrumento musical de cordas patenteado em 1926 por Paul F. Richter. O instrumento, de 16 cordas, é uma mistura entre o ukulele havaiano e o violino.